# Ciężki Kopiniak

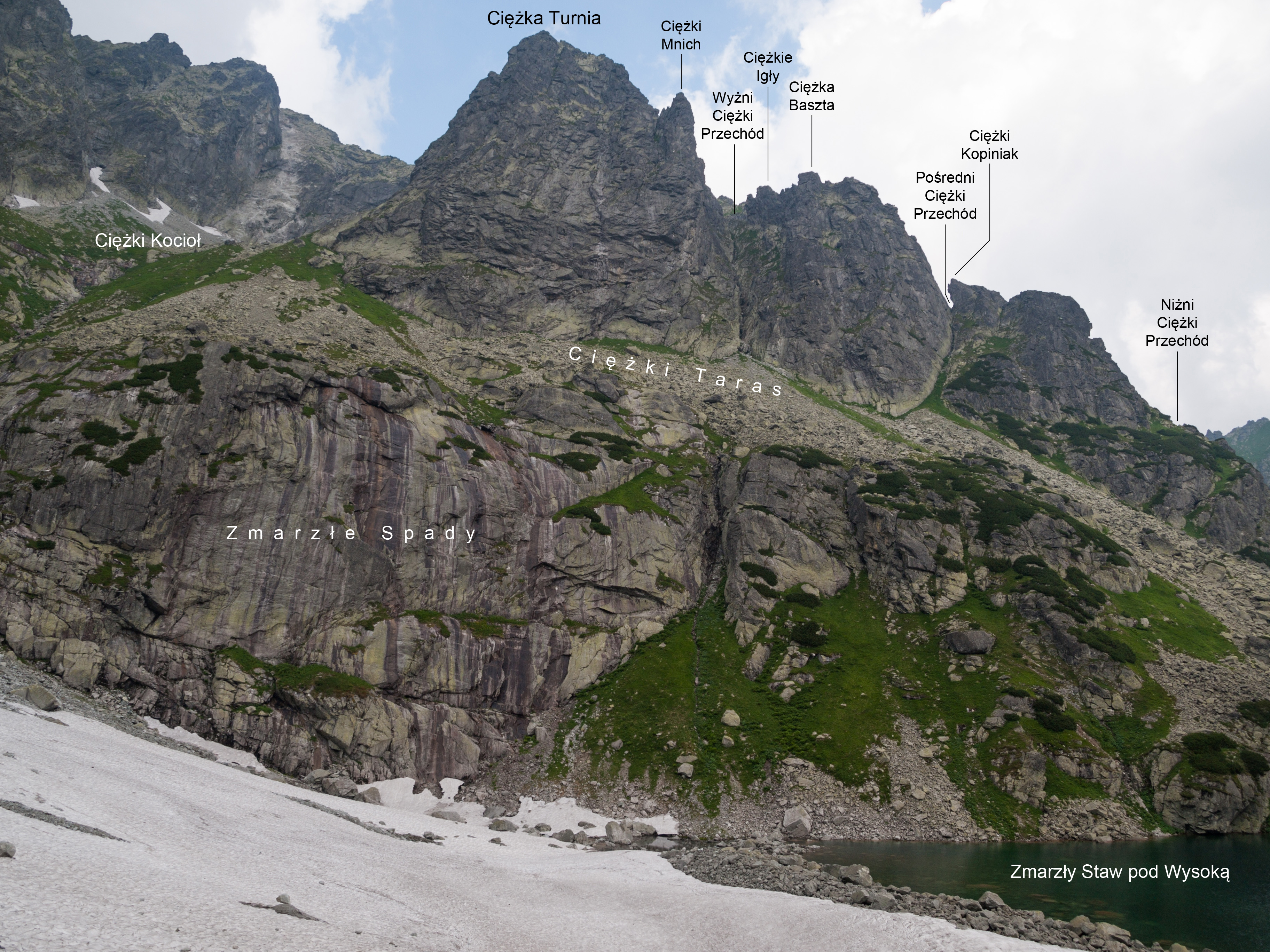
Widok od południowej strony

Ciężki Kopiniak (niem. Verborgene Koppe, słow. Český kopiniak, węg. Cseh-tavi-púp, ok. 1975 m) – turnia we wschodniej grani Niżnich Rysów w Tatrach Słowackich. Znajduje się w południowo-wschodniej grani Ciężkiej Turni między Pośrednim Ciężkim Przechodem a Niżnim Ciężkim Przechodem. Na południowy zachód Ciężki Kopiniak opada ścianką do wielkiego żlebu z Wyżniego Ciężkiego Przechodu. Ciężki Kopiniak ma dwa wierzchołki. Wschodni tworzy w kierunku na południowy wschód efektowny, bardzo wąski i przewieszony uskok. Nieco wyższy wierzchołek północno-zachodni opada na Pośredni Ciężki Przechód również  przewieszonym uskokiem o wysokości 15 m. Pomiędzy wierzchołkami jest płytka przełączka z granią w postaci konia skalnego o długości 5 m. Na wierzchołku zachodnim północno-wschodnia grań Ciężkiego Szczytu rozgałęzia się na dwa ramiona oddzielone depresją, w dolnej części przechodzącą w przewieszone zacięcie. Tak więc północna ściana Ciężkiego Kopiniaka nie opada do Ciężkiego Koryta, lecz do owej depresji.
Autorem nazwy turni jest Władysław Cywiński.
Południowo-wschodnią granią Ciężkiej Turni (także przez Ciężki Kopiniak) prowadzi droga wspinaczkowa (III w skali tatrzańskiej, czas przejścia 3 godz.).

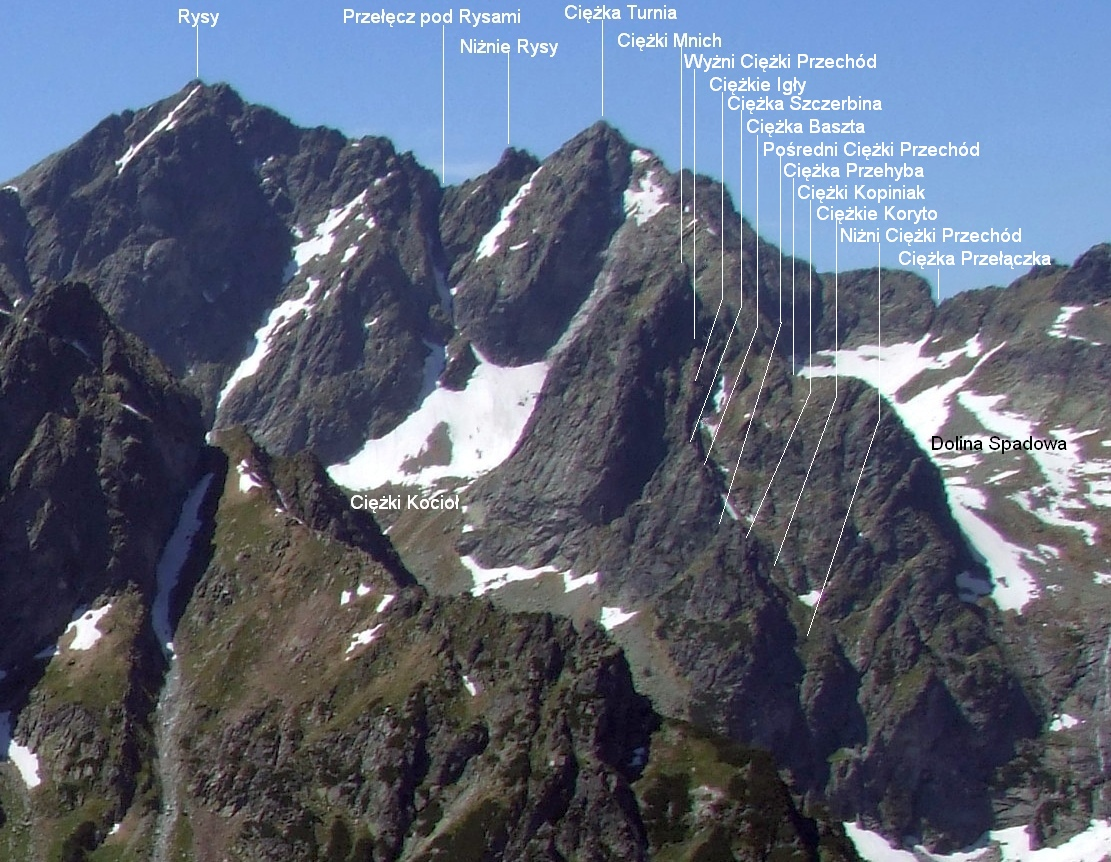
Widok z Doliny Białej Wody